# Святополк-Четвертинский, Дмитрий
Князь Дмитрий Святополк-Четвертинский (3 августа 1777 — 5 июня 1859, Годомичи) — польский дворянин и общественный деятель, маршалок Заславского повята на Волыни.

## Биография
Представитель польско-литовского княжеского рода Святополк-Четвертинских. Младший (третий) сын каштеляна черниговского, князя Януша Томаша Святополк-Четвертинского (1743—1813), и Иоанны Яблоновской (род. 1753). Старшие братья — Юзеф и Людвик.
Внёс вклад в развитие польского образования на Волыни. Заседал в комиссии по судебному образованию. После Кароля Качковского он был даже её председателем, но эта информация не является достоверной. Зимой 1813 года Дмитрий Святополк-Четвертинский был назначен начальником виленского учебного округа князем Адамом Ежи Чарторыйским, визитатором Волынской, Подольской и Киевской губерний. Но Дмитрий отказался от этого назначения. Когда в 1817 году было решено превратить волынские гимназии в лицеи, то князь был одним из авторов так называемого гражданского проекта, добиваясь для школ привилегий высших учебных заведений.
Принадлежал к группе волынян, которые тесно сотрудничали с Тадеушем Чацким при развитии польских школ на Волыни.
Занимал должность маршалка Заславского повята, позднее хорунжего, а также председателя таможни.

## Семья и дети
В 1800 году женился на польской дворянке Софии Слизень (род. 1770), от брака с которой у него было двое дочерей:
- Каролина (1804—1859), муж с 1824 года князь Константин Антонович Святополк-Четвертинский (1792—1850), камергер российского императора, действительный статский советник и предводитель дворянства Гродненской губернии. Их дети:
  - Владимир Святополк-Четвертинский (род. 1830)
  - Ежи Святополк-Четвертинский (род. 1832)
- Станислав Святополк-Четвертинский (1836—1916)
- Элеонора (1811—1882), муж с 1830 года граф Винцентий Тышкевич-Логойский (1809—1873). Их дети:
  - Иза Гортензия Тышкевич-Логойская (1836—1907), муж — граф Ян Витольд Эммануэль Тышкевич-Логойский (1831—1892)
  - Мария Тышкевич-Логойская (1840—1874), муж — Марк Ходынский (1830—1872)